# 当若
当若（法語：Dangeau，法語發音：[dɑ̃ʒo]）是法国厄尔-卢瓦省的一个市镇，属于沙托丹区。该市镇于2018年由原当若与市镇比卢、梅济耶尔欧佩什合并而成，2019年人口普及調查當地居民為1,259人。

## 地理
当若（48°12'31"N, 1°17'5"E）面积54.88 平方千米，位于法国中央-卢瓦尔河谷大区厄尔-卢瓦省，该省份为法国北部内陆省份，北起顺时针与厄尔省、伊夫林省、埃松省、卢瓦雷省、卢瓦-谢尔省、萨尔特省和奧恩省接壤。
与当若接壤的市镇（或旧市镇、城区）包括：耶夫尔、戈奥里、洛格龙、马尔布埃、弗拉塞、蒙塔尔维尔、特里宰莱博讷瓦勒、阿吕、索姆赖、圣阿维莱盖斯皮埃、维约维克。
当若的时区为UTC+01:00、UTC+02:00（夏令时）。

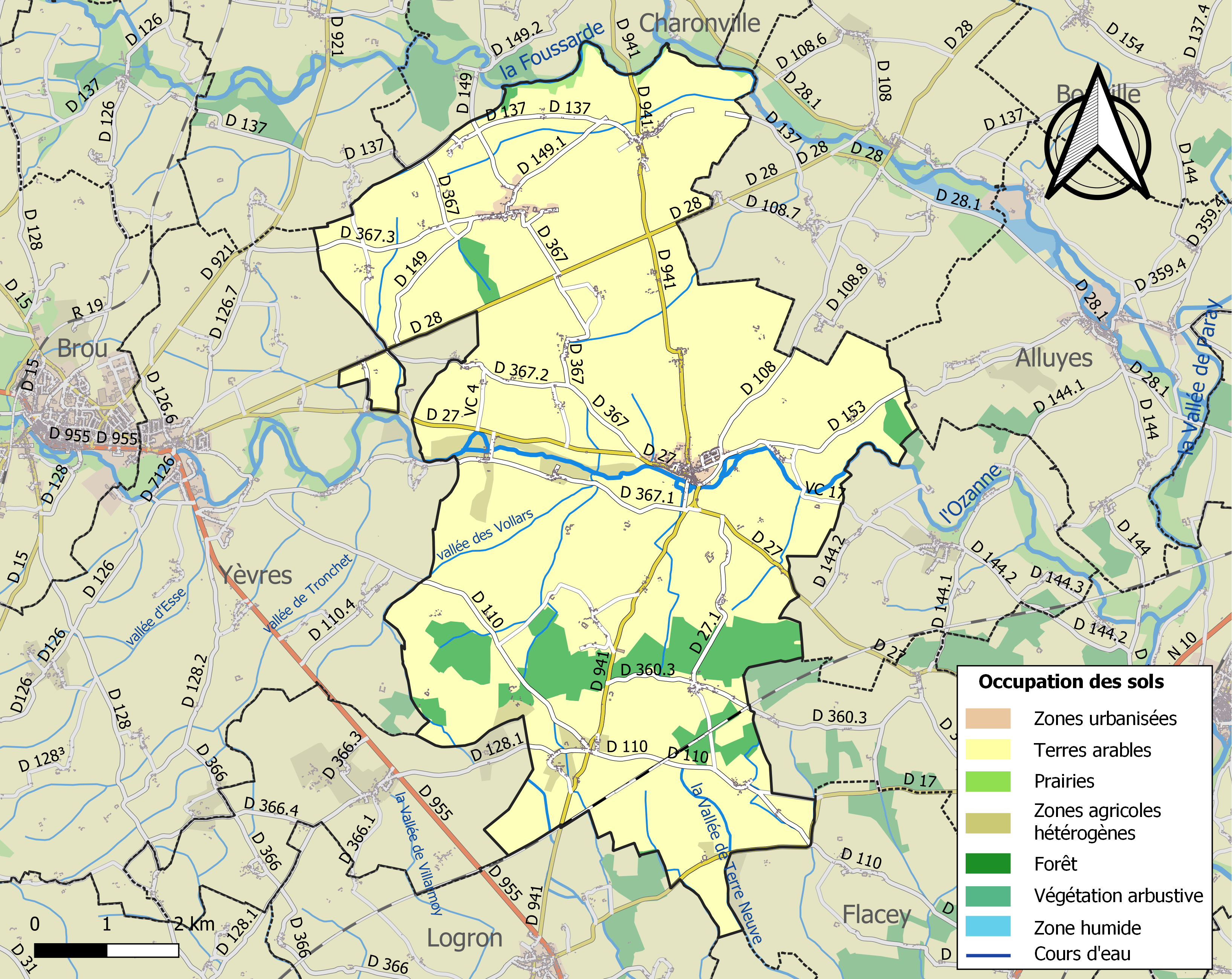
当若的OSM定位图

## 行政
当若的邮政编码为28160，INSEE市镇编码为28127。

## 政治
当若所属的省级选区为沙托丹县。

## 人口

1962-2008年间当若人口变化图示

当若于2022年1月1日时的人口数量为1260人。